# Schaerbeek
Schaerbeek (in olandese Schaarbeek) è un comune belga di 113 493 abitanti, situato nella Regione di Bruxelles-Capitale.

## Luoghi di interesse
- Nel quartiere sono presenti numerose case in stile art deco e art nouveau, includendo il Maison Autrique, la prima casa costruita da Victor Horta nella zona di Bruxelles.
- L'imponente municipio è stato inaugurato da Leopoldo del Belgio nel 1887.
- Chiesa reale di Santa Maria
- Parco Josaphat; il parco confina con il Brusilia Residence, il più alto edificio residenziale in Belgio.
- Stazione di Schaerbeek.
- Il Clockarium, è un museo dedicato agli orologi da caminetto in ceramica art déco.
- Rue d'Aerschot, la strada della vita notturna del quartiere